# Cymothoa exigua
Cymothoa exigua је врста паразитске мокрице, чији су домаћини рибе. 

## Начин живота
Док се још не развије у одраслу јединку, паразит крчи себи пут кроз шкрге рибе како би доспео до њених уста. Тамо се качи за њен језик, односно доњу артерију и храни се крвљу. Како паразит расте, тако ткиво језика одумире. Коначно, паразит замењује језик свог домаћина својим телом, али му и узима део хране.

## Станиште
Станиште ове врсте су воде Калифорније, али је један примерак нађен близу обале Велике Британије 2005. године, што је довело до спекулација да се ареал ове врсте шири. Међутим, преовладава мишљење да је паразит доспео до Европе путујући у устима свог домаћина и да је ово усамљени случај. Овај примерак је приказан у лондонском музеју. Још један примерак је пронађен 2009. близу обале Џерзија.